# Atelier Alexandre Bastos
O Atelier Alexandre Bastos é um edifício na freguesia de São Luís, no concelho de Odemira, na região do Alentejo, em Portugal. Foi construído em taipa, sob a orientação do arquitecto Alexandre Bastos, sendo considerado uma referência na arquitectura nacional neste material.

## Descrição e história
O imóvel situa-se no Monte do Serro, na zona de Cortinhas. Esta área está integrada no Parque Natural do Sudoeste Alentejano e Costa Vicentina, e no Sítio de Interesse Comunitário da Costa Sudoeste, no âmbito do Plano Sectorial da Rede Natura 2000.
Foi construído segundo técnicas tradicionais, utilizando taipa autoportante, sem quaisquer outras estruturas, e não foi aplicado reboco, deixando à vista a construção em taipa nas alvenarias, tanto no interior como no exterior. É constituído por dois corpos de forma escalonada, um deles de dois pisos. O embasamento do edifício foi instalado em betão de cimento, e os alicerces foram construídos segundo o sistema romano, utilizando uma mistura de pedra e cal. A estrutura ocupa uma área aproximada de 110 m², e o volume de taipa é de aproximadamente 90 m³. A cobertura é diferenciada, e de duas águas, sendo formada por telha Lusa, e suportada por uma estrutura em madeira.
O projecto foi elaborado por Alexandre Bastos em 1983, e o edifício foi erigido pela equipa do mestre taipeiro José Maria Manuel, tendo as obras decorrido entre 1993 e 1995. Alexandre Bastos também foi co-responsável pelo edifício do Mercado Municipal de São Luís, em conjunto com Teresa Beirão, que foi igualmente construído em Taipa.

## Leitura recomendada
- BASTOS, Alexandre (2005). Arquitectura Contemporânea na Costa Alentejana. Arquitetura de Terra em Portugal. Lisboa: Argumentum. p. 154-161